# فهرست دروازبانان لیگ برتر فوتبال انگلستان با بیش از ۱۰۰ کلین شیت

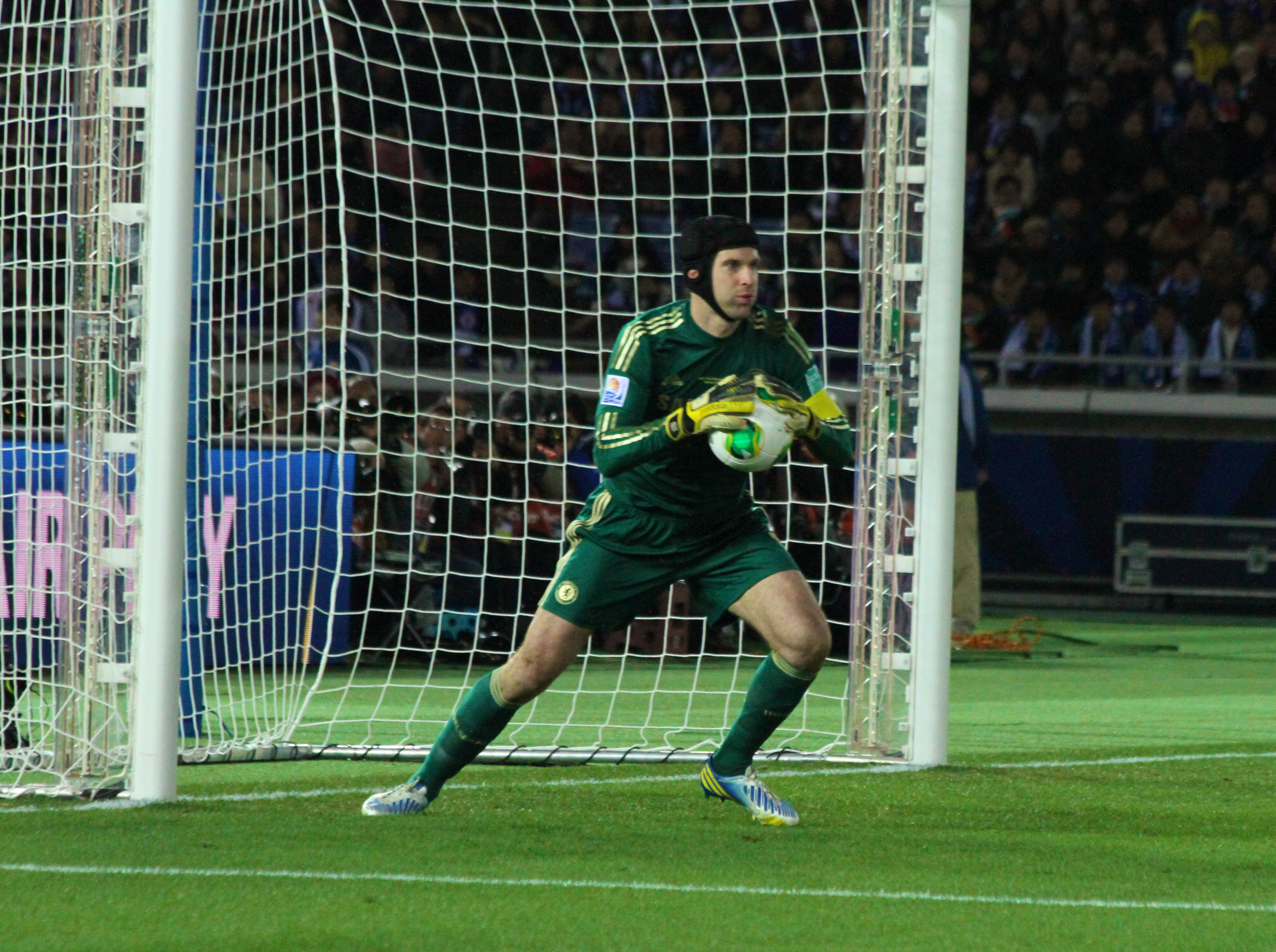
پیتر چک درحال بازی برای چلسی

دروازه‌بسته یا کلین شیت (به انگلیسی: clean sheet یا shutout) (معنی واژه به واژه: تخته یا برگهٔ پاک) به اصطلاحی در برخی ورزش‌ها از جمله فوتبال گفته می‌شود که دروازه‌بان در طول یک بازی هیچ گلی نخورَد و دروازه‌اش در اصطلاح «باز» نشود. در لیگ برتر فوتبال انگلستان که از فصل ۹۳–۱۹۹۲ آغاز شد. ۱۵ دروازبان بودند که بیش از ۱۰۰ کلین شیت را به ثبت رساندند. پیتر اشمایکل اولین دروازبانی بود بیش از ۱۰۰ کلین شیت را به ثبت رساند و پیتر چک بیشترین میزان کلین شیت را با ۲۰۲ کلین شیت داشته است. همچنین ادوین فن در سار با ۱۴ کلین شیت متوالی، رکوردار بسته نگه داشتن دروازه به صورت متوالی می باشد.

## بازیکنان
| ۱                                                                              | پیتر چک         | ۴۴۳ | ۲۰۲ | ۴۵٫۶۰٪ | چلسی (۱۶۲), آرسنال (۴۰)                                                     | [ ۲ ]  |
| ۲                                                                              | دیوید جیمز      | ۵۷۲ | ۱۶۹ | ۲۹٫۵۵٪ | لیورپول (۷۲), استون ویلا (۲۱), وستهام (۱۸), منچستر سیتی (۱۹), پورتسموث (۳۹) | [ ۳ ]  |
| ۳                                                                              | مارک شوارزر     | ۵۱۴ | ۱۵۱ | ۲۹٫۳۸٪ | میدلزبرو (۹۲), فولام (۵۶), چلسی (۲), لسترسیتی (۱)                           | [ ۴ ]  |
| ۴                                                                              | دیوید سیمن      | ۳۴۴ | ۱۴۰ | ۴۰٫۷۰٪ | آرسنال (۱۳۷), منچستر سیتی (۳)                                               | [ ۵ ]  |
| ۵                                                                              | نایجل مارتین    | ۳۷۲ | ۱۳۷ | ۳۶٫۸۳٪ | کریستال پالاس (۲۵), لیدز یونایتد (۸۲), اورتون (۳۰)                          | [ ۶ ]  |
| ۶                                                                              | پپه رینا        | ۲۸۵ | ۱۳۴ | ۴۷٫۰۲٪ | لیورپول (۱۳۴)                                                               | [ ۷ ]  |
| ۷                                                                              | ادوین فن در سار | ۳۱۳ | ۱۳۲ | ۴۲٫۱۷٪ | فولام (۴۲), منچستر یونایتد (۹۰)                                             | [ ۸ ]  |
| ۷                                                                              | تیم هاوارد      | ۳۹۹ | ۱۳۲ | ۳۳٫۰۸٪ | منچستر یونایتد (۱۶), اورتون (۱۱۶)                                           | [ ۹ ]  |
| ۷                                                                              | برد فریدل       | ۴۵۰ | ۱۳۲ | ۲۹٫۳۳٪ | لیورپول (۶), بلکبرن راورز (۷۷), استون ویلا (۳۵), تاتنهام هاتسپر (۱۴)        | [ ۱۰ ] |
| ۱۰                                                                             | پیتر اشمایکل    | ۳۱۰ | ۱۲۸ | ۴۱٫۲۹٪ | منچستر یونایتد (۱۱۲), استون ویلا (۷), منچستر سیتی (۹)                       | [ ۱۱ ] |
| ۱۱                                                                             | جو هارت         | ۳۴۰ | ۱۲۷ | ۳۷٫۳۵٪ | منچستر سیتی (۱۰۹), بیرمنگام سیتی (۱۰), وستهام (۴), برنلی (۴)                | [ ۱۲ ] |
| ۱۲                                                                             | شی گیون         | ۴۵۱ | ۱۱۳ | ۲۵٫۰۶٪ | بلکبرن راورز (۱), نیوکاسل یونایتد (۸۹), منچستر سیتی (۱۴), استون ویلا (۹)    | [ ۱۳ ] |
| ۱۳                                                                             | یوسی یاسکلاینن  | ۴۳۶ | ۱۰۸ | ۲۴٫۷۷٪ | بولتون واندررز (۸۹), وستهام (۱۹)                                            | [ ۱۴ ] |
| ۱۴                                                                             | توماس سورنسن    | ۳۶۴ | ۱۰۷ | ۲۹٫۴۰٪ | ساندرلند (۳۵), استون ویلا (۴۶), استوک سیتی (۲۶)                             | [ ۱۵ ] |
| ۱۵                                                                             | داوید د خیا     | ۲۷۵ | ۱۰۰ | ۳۶٫۳۶٪ | منچستر یونایتد (۱۰۰)                                                        | [ ۱۶ ] |
| (پررنگ در حال حاضر در لیگ برتر بازی می کنند) آخرین تاریخ بروزرسانی ۲۱ می ۲۰۱۹. |                 |     |     |        |                                                                             |        |

## کلین شیت متوالی
| بازی ها | نام بازیکن      | باشگاه         | تاریخ ها                        | فصل(ها)          |
| ------- | --------------- | -------------- | ------------------------------- | ---------------- |
| ۱۴      | ادوین فن در سار | منچستر یونایتد | ۲۲ نوامبر ۲۰۰۸ – ۱۸ فوریه ۲۰۰۹  | ۲۰۰۸–۰۹          |
| ۱۰      | پیتر چک         | چلسی           | ۱۸ دسامبر۲۰۰۴ – ۱۵ مارس۲۰۰۵     | ۲۰۰۴–۰۵          |
| ۸       | پپه رینا        | لیورپول        | ۲۹ اکتبر۲۰۰۵ – ۲۸ دسامبر۲۰۰۵    | ۲۰۰۵–۰۶          |
| ۸       | پیتر چک         | چلسی           | ۳۱ ژانویه ۲۰۰۷ – ۷ آوریل ۲۰۰۷   | ۲۰۰۶–۰۷          |
| ۷       | نویل ساوتال     | اورتون         | ۱ نوامبر ۱۹۹۴ – ۱۷ دسامبر۱۹۹۴   | ۱۹۹۴–۹۵          |
| ۷       | پیتر اشمایکل    | منچستر یونایتد | ۸ می ۱۹۹۷ – ۳۰ اوت۱۹۹۸          | ۱۹۹۶–۹۷ و۱۹۹۷–۹۸ |
| ۷       | پل جونز         | ساتهمپتون      | ۱۳ ژانویه ۲۰۰۱ – ۱۷ مارس۲۰۰۱    | ۲۰۰۰–۰۱          |
| ۶       | الکس مانینر     | آرسنال         | ۳۱ ژانویه ۱۹۹۸ – ۱۴ مارس۱۹۹۸    | ۱۹۹۷–۹۸          |
| ۶       | پیتر چک         | چلسی           | ۳۰ آوریل ۲۰۰۵ – ۱۷ سپتامبر ۲۰۰۵ | ۲۰۰۴–۰۵ و۲۰۰۵–۰۶ |
| ۶       | داوید د خیا     | منچستر یونایتد | ۲ فوریه ۲۰۱۳ – ۳۰ مارس۲۰۱۳      | ۲۰۱۲–۱۳          |
| ۶       | جو هارت         | منچستر سیتی    | ۲۴ می ۲۰۱۵ – ۱۹ سپتامبر ۲۰۱۵    | ۲۰۱۴–۱۵ و۲۰۱۵–۱۶ |
| ۶       | فریزر فورستر    | ساتهمپتون      | ۱۳ ژانویه ۲۰۱۶ – ۱۳ فوریه ۲۰۱۶  | ۲۰۱۵–۱۶          |
| ۶       | تیبو کورتوا     | چلسی           | ۱ اکتبر۲۰۱۶ – ۲۶ نوامبر ۲۰۱۶    | ۲۰۱۶–۱۷          |
| ۶       | ادرسون مورائس   | منچستر سیتی    | ۱۵ سپتامبر ۲۰۱۸ – ۴ نوامبر ۲۰۱۸ | ۲۰۱۸–۱۹          |